# キャンプ・レジューン
キャンプ・レジューン（英語: Marine Corps Base Camp Lejeune）は、アメリカ合衆国ジャクソンビルに位置するアメリカ海兵隊の軍事基地である。
第2海兵遠征軍、海兵隊特殊作戦コマンド、第2海兵師団などの司令部が置かれている。